# Bemesten

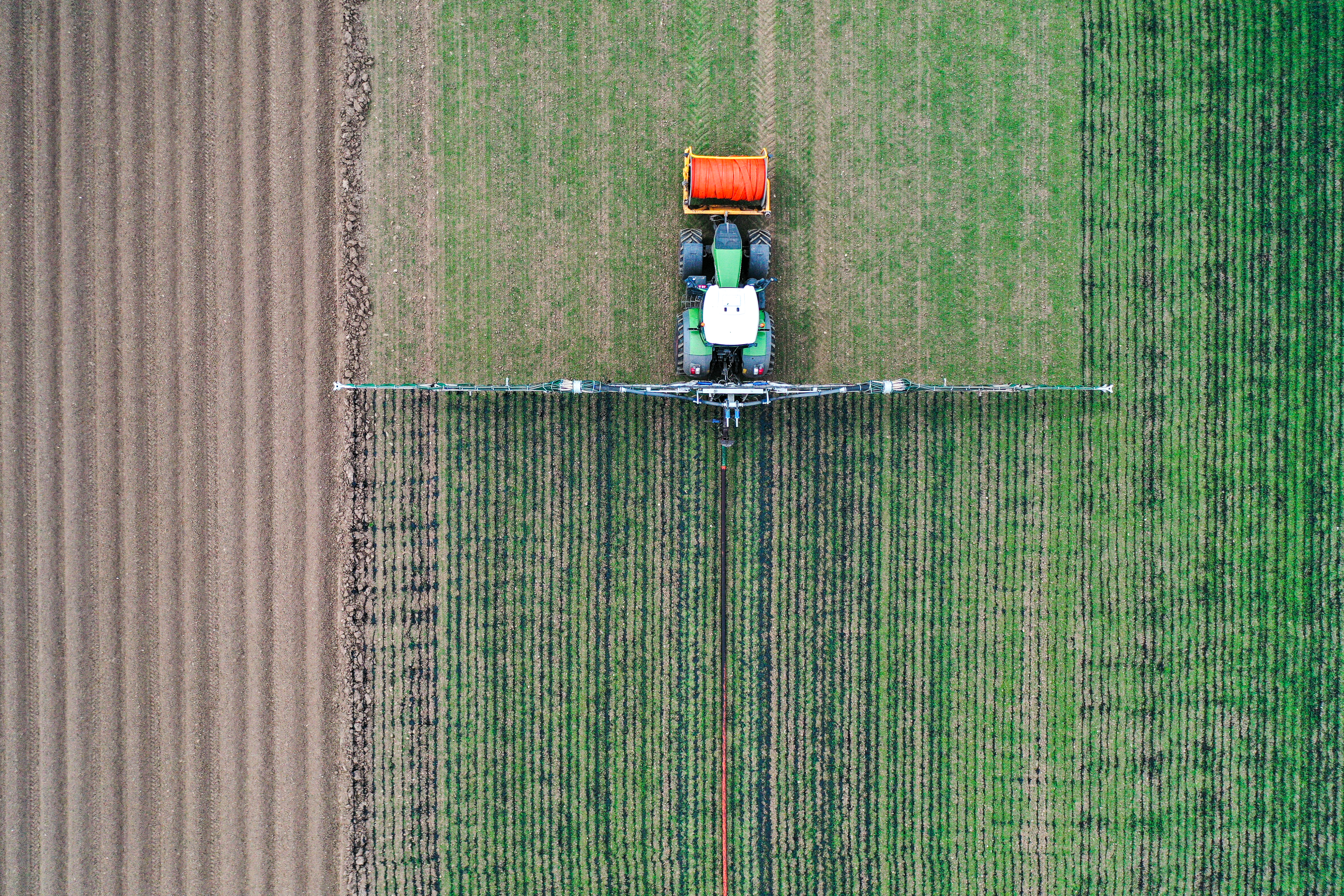
Tractor bemest een stuk land in East Lothian, Schotland. Mei 2022.

Bemesten is het verspreiden van mest over grond ten behoeve van planten. Om de bodem en gewassen van nieuwe voedingsstoffen te voorzien worden er meststoffen toegevoegd. Dit kan kleinschalig plaatsvinden zoals in een tuin of op grotere schaal zoals in de akkerbouw. 
Gebruikte meststoffen zijn onder andere:
- Dierlijke mest zoals stalmest, drijfmest met gier, bloedmeel en beendermeel
- Compost
- Kunstmest
- Groenbemestingsgewassen

## Kunstmest
In de landbouw kan vaste kunstmest worden toegevoegd door middel van een kunstmeststrooier. Deze kan worden gedragen (in de hefinrichting van de tractor) of getrokken (dan staat hij op een wielstel). De kunstmeststrooier wordt aangedreven door de aftakas van de trekker. Deze drijft via een aantal haakse overbrengingen een of twee strooischijven aan die de kunstmest over het land verspreiden. Door de stand van de schoepen te verstellen kan de werkbreedte worden versteld. Door de rijsnelheid aan te passen kan de hoeveelheid per hectare worden bepaald.
Vloeibare kunstmest wordt uitgereden met een veldspuit. Deze sproeit dan een meststof over het gewas. Ook wordt tegenwoordig veel met een zogenoemde spaakwielbemester gewerkt. Deze machine lijkt op een mesttank met injecteur.

## Vaste mest
Vaste mest kan koeien-, schapen- of pluimveemest zijn. Vaste mest uitrijden (verspreiden) gebeurt met een mestverspreider. Een mestverspreider werkt doordat een trekker een aantal walsen aandrijft met de aftakas. Dit kunnen staande (verticale) walsen of liggende (horizontale) walsen zijn.
De mest wordt naar de walsen gebracht door een bodemket; dit zijn een aantal kettingen die voorzien zijn van meenemers en mechanisch (vanaf de aftakas) of hydraulisch worden aangedreven.
De hoeveelheid per hectare kan geregeld worden met de snelheid van de bodemket en de rijsnelheid. Om nog nauwkeuriger te meten kan een mestverspreider worden voorzien van een weeginrichting.